# Torre de Pedra
Torre de Pedra is een gemeente in de Braziliaanse deelstaat São Paulo. De gemeente telt 3.149 inwoners (schatting 2009).

## Aangrenzende gemeenten
De gemeente grenst aan Bofete, Guareí en Porangaba.